# Alec Potts
Alec Potts, född den 9 februari 1996 i Clayton, Victoria, är en australisk bågskytt.
Han tog OS-brons i lagtävlingen i samband med de olympiska bågskyttetävlingarna 2016 i Rio de Janeiro..